# ブラック・タイガー (プロレスラー)
ブラック・タイガーは、日本の覆面レスラーである。別名「暗闇（くらやみ）の虎」。

## 概要
初代タイガーマスク（佐山聡）のライバルとして新日本プロレスに初登場。覆面の形状はタイガーマスク同様に虎の頭を模し、カラーリングは黒をベースに銀または白で縞模様が描かれていた。
4代目までは歴代の正体が外国人選手であり、初代と2代目はプロレスラーとして一流の実力者で卓越したレスリング技術を持つ。また、素顔での活動においても高い評価と実績を持つ。
初代ブラック・タイガーのプロレスでの登場と連動する形で、漫画「タイガーマスク二世」にも登場して宇宙プロレス連盟最後の刺客としてタイガーマスク二世と試合を繰り広げた。
なお、ブラック・タイガーのキャラクターが初めて世に出たのは、1970年代初頭のテレビアニメ「タイガーマスク」である。ビッグ・タイガーやキング・タイガーと共に虎の穴の刺客としてタイガーマスクを苦しめたが当作のデザインは黒い虎の覆面ではなく通常の虎の覆面を被った黒人である為実在のレスラーのデザインはこの作品が初出ではない。

## 初代
1982年4月21日、新日本プロレス蔵前国技館大会でデビュー。
無尽蔵のスタミナと巧みな試合作りで初代タイガーを苦しめた。ジャーマン・スープレックス狙いでバックをとった初代タイガーの急所を足で蹴り上げる、ロープに初代タイガーの両腕を固定してドロップキックを浴びせるといった定番の動きを持っていた。
得意技
- ツームストーン・パイルドライバー（暗闇脳天落とし）

## 2代目
1993年9月、新日本プロレスでデビュー。
初代ブラックと違い当初のライバルであった3代目タイガーが短期間でマスクを脱いで素顔での活動を開始したため3代目タイガーのライバルという位置づけよりも強豪常連外国人選手として扱われていた。獣神サンダー・ライガー、ワイルド・ペガサス、ディーン・マレンコ、2代目ブラックを新日本のジュニアヘビー級戦線の四天王「ジュニア・フォー・ホースメン」と呼ぶ声もあった。
得意技
- BTボム（ブラック・タイガー・ボム）

## 3代目
2001年1月、新日本プロレスでデビュー。
メキシコのCMLLで同名のプロレスラーが新日本のリングに上がったもので唯一、新日本の流れを汲まない3代目ブラックである。新日本にケンドー・カシンのパートナーとしてデビュー。
得意技
- BTボム（ブラック・タイガー・ボム）

## 4代目
2005年5月14日、新日本プロレス東京ドーム大会でデビュー。
2009年4月5日、新日本プロレス両国国技館大会で4代目タイガーとのIWGPジュニアヘビー級王座に挑戦して敗れる。また、この試合はカンペオナート・コントラ・マスカラ戦（4代目タイガーが敗戦すれば王座を失う代わりに4代目ブラックが敗戦すればマスクを脱ぐという条件での試合）であったため試合終了後に4代目ブラックはマスクを脱いで正式に正体を明かした。
得意技
- ツームストーン・パイルドライバー（暗闇脳天落とし）
- ブラック・タイガー・スープレックス

## 5代目
2009年4月5日、新日本プロレス両国国技館大会で行われたIWGPジュニアヘビー級選手権試合終了後に突如現れて4代目タイガーを襲撃。6月20日、新日本プロレス大阪府立体育会館大会で4代目タイガーとのマスカラ・コントラ・マスカラ戦に臨み敗れてマスクを剥がされた。
2011年5月14日、メキシコで行われたDRAGOMANIAにて、ウルティモ・ドラゴンとのマスカラ・コントラ・マスカラ戦に臨み敗れてマスクを脱いだ。
2015年2月15日、花鳥風月 月闘シアター・バビロンの流れのほとりにて大会に5代目ブラック・タイガーのリングネームで参戦。正体が高岩かについては不明。9月27日、シアタープロレス花鳥風月スーパードライホール大会に5代目ブラック・タイガーのリングネームで参戦。正体が高岩かについては不明。
2016年6月20日、全日本プロレス東京ドームホテル札幌ピアリッジホール大会に5代目ブラック・タイガーのリングネームで参戦。高岩本人も参戦していたが高岩が正体であるかについては不明。6月21日、全日本プロレス函館総合卸センター流通ホール大会で5代目ブラック・タイガーと高岩が吉江豊とタッグを組んで試合を行っているため正体は別人。
得意技
デスバレー・ボム

## 6代目
新日本プロレスで4代目タイガーのマスクを剥ぐなどの行為を行い抗争を展開していた石井が、普段はマスクをかぶらずに活動しているにもかかわらず、2011年1月26日の千葉ポートアリーナ サブアリーナ大会でブラック・タイガーのマスクを被り登場。
2011年2月20日、新日本プロレス仙台サンプラザホール大会で4代目タイガーとマスカラ・コントラ・マスカラ戦に臨み敗れてマスクを剥がされた。
だが、ブラック・タイガーというリングネームは一度も名乗っていない。

## 7代目
2012年4月13日、NEVER新木場1stRING大会でデビュー。手足のタトゥーが出ないように、全身タイツ状のコスチュームが特徴。
2016年10月19日、全日本プロレス水戸市民体育館大会にブラック・タイガーVIIのリングネームで参戦。正体がNOSAWAかについては不明。
2017年8月27日、全日本プロレス両国国技館大会にTAKAみちのくと共にアジアタッグ王座を獲得。
得意技
- BTドライバー（ブラック・タイガー・ドライバー）

## 8代目
2021年11月28日、新日本プロレスペンシルバニア州フィラデルフィア大会に登場。
4代目ブラックタイガーであったロッキー・ロメロを強襲しトム・ローラー率いるTEAM FILTHYに加勢。覆面をかぶりフード姿であったが、正式な試合はその後行っていない。

## 9代目
2022年9月15日、VOODOO-MURDERSが投入する刺客として、全日本プロレス横浜市保土ヶ谷公会堂大会に参戦した。9月19日、全日本プロレス後楽園ホール大会で新日本プロレス所属のタイガーマスクとシングルマッチを行った。コスチュームは5代目の流用であり、5代目と同一人物とする説もある。

## その他
マスクド・タイガー
1998年4月29日、みちのくプロレス新潟フェイズ大会でサスケ・ザ・グレートと共にデビュー。サスケ・ザ・グレートとタッグを組んでタイガーマスク（4代目）やザ・グレート・サスケと敵対していた。ブラック・タイガーのマスクを被っている。4代目タイガーを相手に「虎ハンター」を名乗っていた。
ブラック・シャドー
2008年12月4日、リアルジャパンプロレス後楽園ホール大会でデビュー。ブラック・タイガーに酷似のマスクやコスチュームを身に纏っている。
リアル・ブラック・タイガー
2016年2月14日、シアタープロレス花鳥風月東京タワースタジオ大会でデビュー。ブラック・タイガーに酷似のマスクを被っている。
シン・ブラック・タイガー
2016年12月9日、全日本プロレス蓮田市総合体育館大会でデビュー。ブラック・タイガーのマスクを被っている。
タイガー・ザ・ダーク
2017年1月4日、新日本プロレス東京ドーム大会でテレビアニメ「タイガーマスクW」スペシャルマッチの対タイガーマスクW戦でデビュー。ブラック・タイガー同様に黒い虎のマスクを被っている。
スターライト・キッド
2021年6月12日から2024年4月27日、スターダムのユニット「大江戸隊」在籍時「黒虎」の異名を名乗り、黒基調のマスクとコスチューム身にまとっていた。